# Doclea canaliformis
Doclea canaliformis is een krabbensoort uit de familie van de Epialtidae. De wetenschappelijke naam van de soort is voor het eerst geldig gepubliceerd in 1981 door Ow-Yang, in Lovett.